# Daniel Kinsey
Daniel Chapin Kinsey (Saint Louis, 22 januari 1902 - Richmond, 27 juni 1970) was een Amerikaans atleet gespecialiseerd in het hordelopen.
Op de Olympische Zomerspelen van 1924 won Kinsey de gouden medaille op de 110 meter horden.

## Titels
- Olympisch kampioen 110 m horden - 1924

## Persoonlijke records
| Onderdeel    | Prestatie | Jaar |
| ------------ | --------- | ---- |
| 110 m horden | 14,9 s    | 1924 |

## Palmares

### 110 m horden
- 1924  OS - 15,0 s

1896: Tom Curtis ·
1900: Alvin Kraenzlein ·
1904: Frederick Schule ·
1908: Forrest Smithson ·
1912: Fred Kelly ·
1920: Earl Thomson ·
1924: Daniel Kinsey ·
1928: Sydney Atkinson ·
1932: George Saling ·
1936: Forrest Towns ·
1948: William Porter ·
1952: Harrison Dillard ·
1956: Lee Calhoun ·
1960: Lee Calhoun ·
1964: Hayes Jones ·
1968: Willie Davenport ·
1972: Rod Milburn ·
1976: Guy Drut ·
1980: Thomas Munkelt ·
1984: Roger Kingdom ·
1988: Roger Kingdom ·
1992: Mark McKoy ·
1996: Allen Johnson ·
2000: Anier García ·
2004: Liu Xiang ·
2008: Dayron Robles ·
2012: Aries Merritt ·
2016: Omar McLeod ·
2020: Hansle Parchment ·
2024: Grant Holloway
- Bibliothèque nationale de France: cb170703410 (data)
- International Standard Name Identifier: 0000 0000 3361 0797
- Library of Congress Control Number: n92117630
- SNAC: w6dk3h9s
- Virtual International Authority File: 45966095
- WorldCat: E39PBJw4yGTpqM7b47GpCFGJXd